# Candelinella
Candelinella  is een geslacht van korstmossen dat behoort tot de familie Candelariaceae. De typesoort is Candelinella makarevichiae.

## Soorten
Volgens Index Fungorum telt het geslacht twee soorten (peildatum oktober 2021):
| Soortnaam                  | Auteur(s)                              | Publicatiejaar |
| -------------------------- | -------------------------------------- | -------------- |
| Candelinella deppeanae     | (M. Westberg) S.Y. Kondr.              | 2020           |
| Candelinella makarevichiae | (S.Y. Kondr., Lőkös & Hur) S.Y. Kondr. | 2020           |